# Triolena scorpioides
Triolena scorpioides là một loài thực vật có hoa trong họ Mua. Loài này được Naudin miêu tả khoa học đầu tiên năm 1850.